# Reichenbašské vodopády

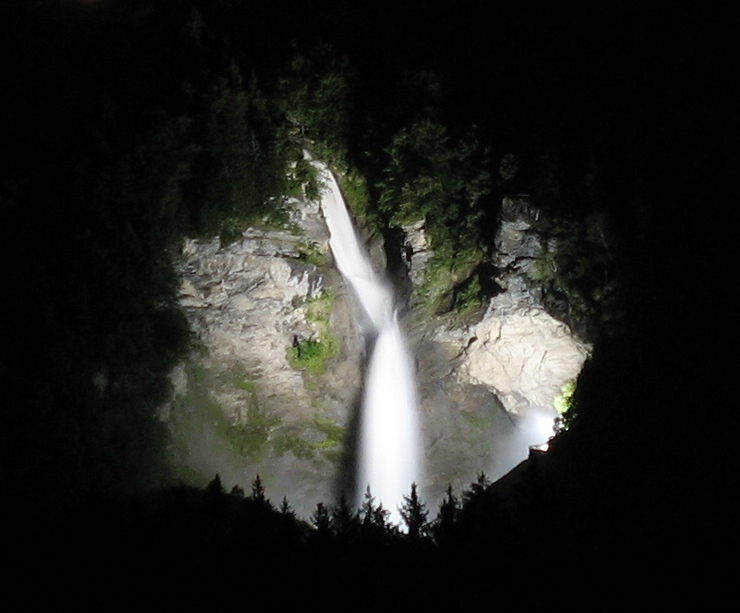
Reichenbašské vodopády v noci

Reichenbašské vodopády – německy Reichenbachfall – je soubor několika vodopádů na říčce Reichenbach v Bernské vysočině ve Švýcarsku. Jejich spád dosahuje až 250 m. S 90 m jsou vrchní reichenbašské vodopády jedním z největších kataraktů v Alpách.
V určitých částech roku ovládá průtok vodopádů hydroelektrárenská společnost.
V populární literatuře využívá Sir Arthur Conan Doyle vodopády k finální konfrontaci Sherlocka Holmese a Profesora Moriartyho.

## Umístění
Vodopády jsou situovány ve spodní části Reichenbachského údolí, na říčce Reichenbach u přítoku řeky Aary. Jsou přibližně 2 kilometry jižně od města Meiringen a 25 kilometrů východně od obce Interlaken. Politicky vodopády náleží k obci Schattenhalb v kantonu Bern.
Vodopády jsou přístupné Reichenbašskou lanovkou.

## V popkultuře

### Příběhy Arthura Conana Doyla o Sherlocku Holmesovi
Město a vodopády jsou světově známé díky fiktivní události. Jedná se o lokaci, kde hrdina Arthura Conana Doyla, Sherlock Holmes bojuje na život a na smrt s Profesorem Moriartym na konci povídky Poslední případ, která byla poprvé publikována v roce 1893.
Sherlocka Holmese připomíná na stanici lanovky pamětní plaketa a v Meiringenu muzeum.
Ze všech možných vodopádů v bernské vysočině zaujaly Conana Doyla nejvíce právě Reichenbašské. Byl si je prohlédnout během švýcarské dovolené na pozvání Henryho Lunna, zakladatele Lunn Poly. Petr Lunn, vnuk Henryho Lunna se k tomu vyjádřil následovně: "Můj dědeček mu řekl, ať [Holmese] shodí do Reichenbašských vodopádů, ale Conan Doyle o nich nikdy neslyšel, tak mu je šel ukázat." Doyle jimi byl natolik fascinován, že zde nechal svého hrdinu zemřít.
Skalní římsa, ze které Moriarty a Holmes spadli, je na opačné straně vodopádů, než je lanovka. Dá se po cestičce vylézt až na vrchol vodopádů, přejít most a pokračovat dále po stezce dolů. Správná římsa je označena plaketou. Anglický text na ní říká: "Na tomhle strašném místě přemohl čtvrtého května 1891 Sherlock Holmes Profesora Moriartyho." Stezka, na které se souboj Holmese a Moriartyho odehrával, se nyní nachází několik stovek metrů od vodopádů. Když Doyle vodopády spatřil, byla stezka velice blízko vodopádům, dostatečně blízko na to, aby se jich mohl člověk dotknout. Během více než sta let od jeho návštěvy se stezka stala nebezpečnou, pomalu zerodovala a vodopády se vzdálily hlouběji do rokle.

### Ostatní média
Reichenbašské vodopády jsou součástí několika raných maleb Josepha Mallorda Williama Turnera z devatenáctého století.
Indie kapela Ravens & Chimes pojmenovala po vodopádech své debutové album.
Reichenbach Falls byly taktéž názvem televizního drama z produkční síně BBC Four. Režíroval jej James Mavor na základě myšlenky Iana Rankina. Několik historických postav spojených s městem, včetně Conana Doyla a jeho rádce Dr. Josepha Bella bylo v příběhu zmíněno.
Sherlock Holmes: Hra stínů – Film inspirovaný Posledním případem, také využil vodopádů. Ve filmové adaptaci byl ovšem nad vodopády přistavěn obrovský zámek, který nahradil stezku.
Třetí, poslední epizoda druhé řady televizního seriálu Sherlock z produkce BBC je pojmenována jako „Pád do Reichenbachu“, resp. „Reichenbašský vodopád“ (v originále „The Reichenbach Fall“) a je inspirována „Posledním případem“.

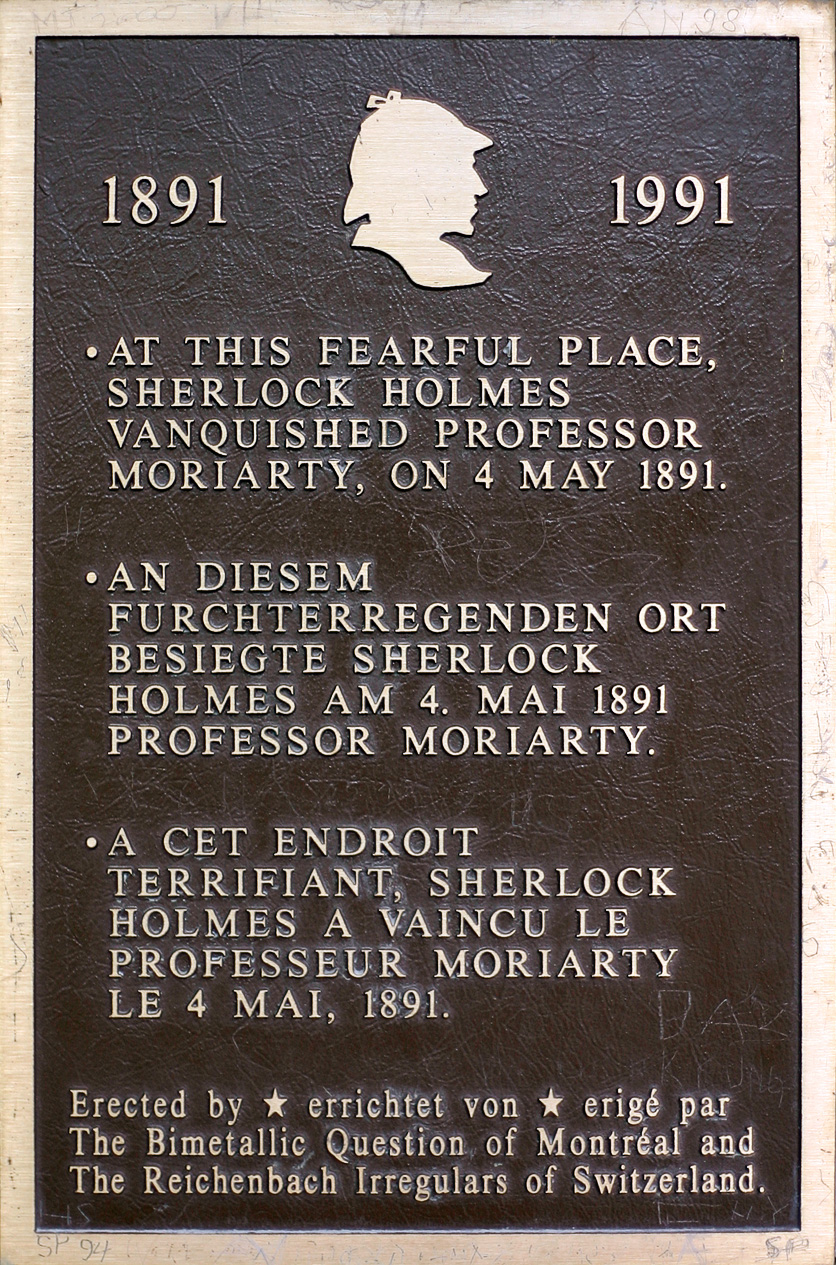
Plaketa na římse
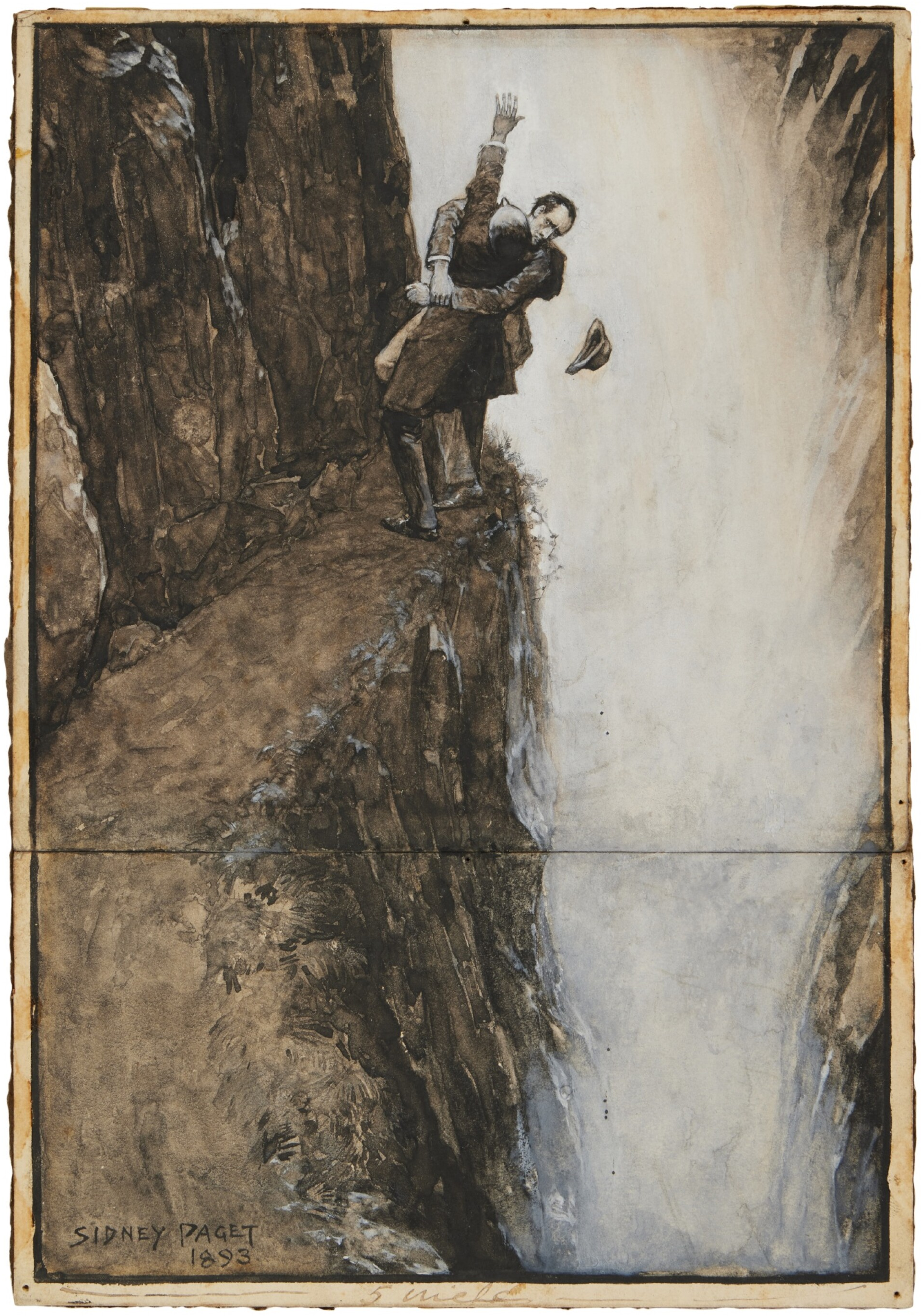
Holmes a Moriarty bojující nad vodopády. Namaloval Sidney Paget.
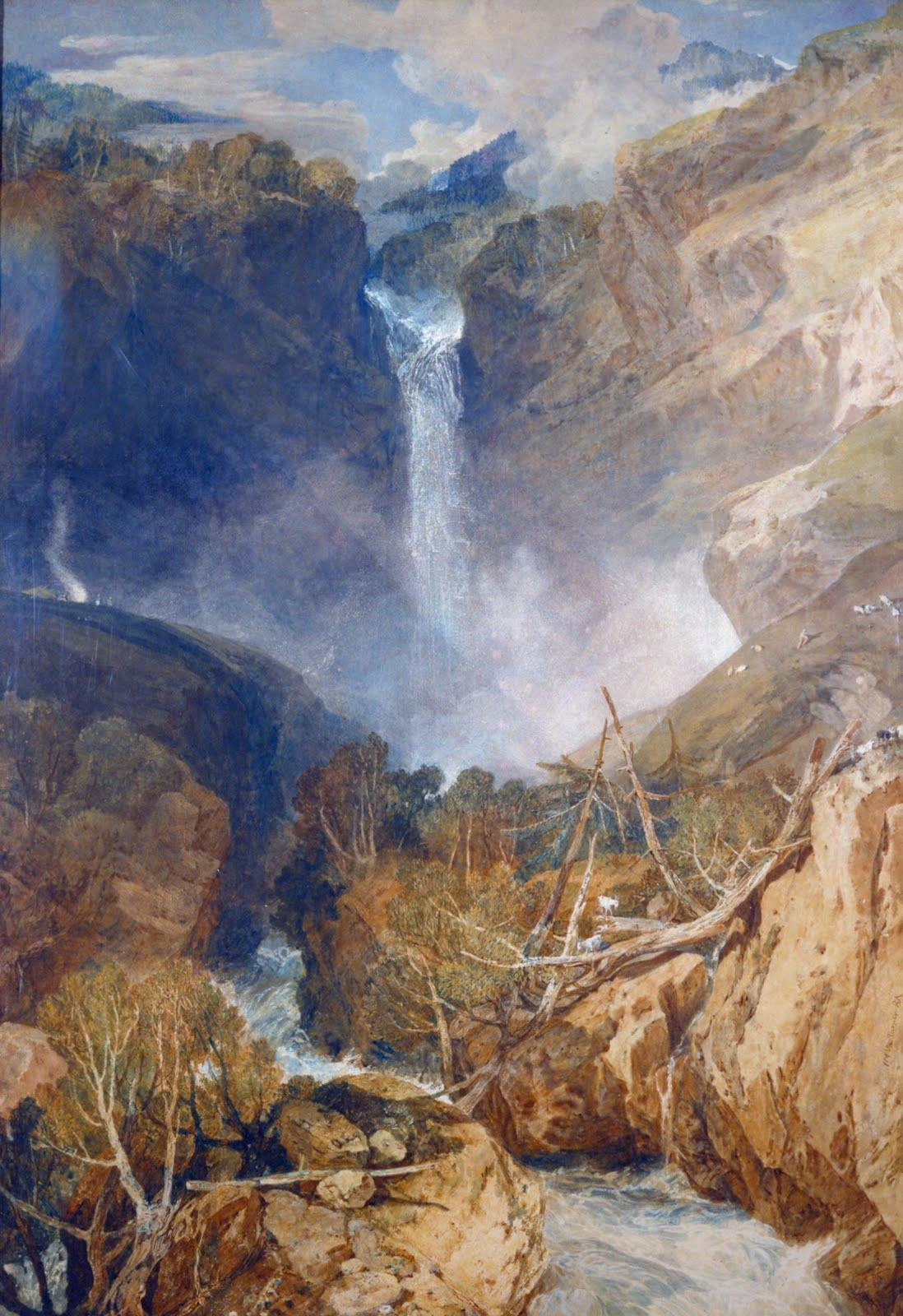
Malba Josepha Mallorda Williama Turnera z roku 1804, ztvárňující vodopády.